# Ганс Якоб Крістофель фон Гріммельсгаузен
Ганс Якоб Крістофель фон Гріммельсгаузен (нім. Hans Jakob Christoffel von Grimmelshausen; 1624—1676) — творець барокового низинного роману «Сімпліцій Сімпліцисімус» (1669).

## Біографія
Народився під час війни, юність його припала саме на пік війни. У віці трьох років став круглим сиротою, його виховання взяв на себе полк. Брав участь у походах у ролі пажа, потім вже як воїн. По закінченню війни мандрував різними країнами, воював. Працював також чиновником. Відсутність нормальної освіти компенсував самоосвітою. Написав видатний твір класицизму «Сімпліцій Сімпліцисімус». Писав загалом шванки (сатирико-дидактичний жанр). Йому притаманні: антивоєнна тема та сатира.
Вважав, що треба зображувати образи точки зору, а не персонажі.

## «Сімпліцій Сімпліцисімус»
Виданий у 1669 році. Описує людину-пікаро (що не знає свого коріння).
Назва перекладається як «простіше простого». Перші чотири роки знайденої дитини пройшли у любові до природи і людей. Ніхто не знає хто ця дитина. Відбувається ілюзія спокою, бо йде війна, що скоро доходить і до селища, де живе хлопчик. Автор стає на сторону селян, над якими знущаються. Поєднує гумор і сум. Вчинки оточуючих втрачають здоровий глузд.
Доля кидає сироту в ліс. Самітник, що живе там, бере на себе виховання хлопчика. Солдат цей втратив все на війні, тому вирішив усамітнитися, жити на лоні природи. Згодом виявляється, що сирота — син солдата, який вижив у війні. Солдат виховує сина. Хоче, щоб він був ідеальним громадянином. Але цей громадянин може бути ідеальним тільки для ідеального суспільства.
Відношення людей до Сімпліція негативне, з нього сміються, адже людина не може бути настільки люблячою і наївною. Він стає блазнем для війська. Сімпліций бачить уві снах філософські ідеї. Автор проводить героя різними країнами. Показує, що немає щасливих у світі. Люди божеволіють або вчаться пристосовуватися. Після війни Сімпліцій перепробував багато професій, але душевно залишився калікою. Не зміг скласти родину і залишився самітником жити на безлюдному острові. Зрештою Сімпліцій знаходить спокій з самим собою. Герой відмовляється прийняти світ з його законами.

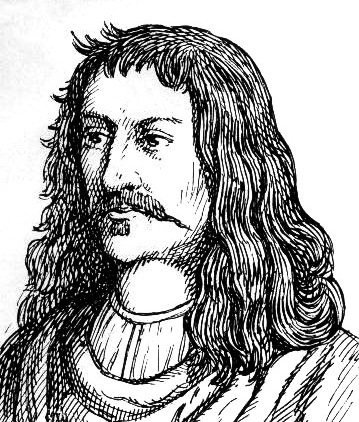

Автор показує еволюцію героя. Боротьба добра і зла спотворює його душу. Він ще за життя пережив своє пекло. Під кінець життя його вже не можна назвати простим і наївним. Автор показує шлях Сімпліція як шлях до деградації.
Теми, вибрані у творі, виявилися актуальними на той час. І віднесли твір до низинного бароко. Тогочасний читач полюбив цей твір за несподіванки. Після виходу твору з'явилося чимало наслідувань, але жодне з них навіть не стоїть поряд з «Сімпліцисімусом».

## Українські переклади
Повного перекладу роману Гріммельсгаузена українською мовою досі не існує. Публікувалися лише уривки, перекладені Миколою Лукашем.
- Гріммельсгаузен Г.-Я. К. Пригоди Простака Простаковича (Уривки): Пер. з нім. // Україна. — 1988. — № 50. — С. 16-17.

### Монографії
- Artur Bechtold: Grimmelshausen und seine Zeit. München, 1919: онлайн на сайті archive.org.
- Jörg Jochen Berns: Die „Zusammenfügung“ der Simplicianischen Schriften. Bemerkungen zum Zyklusproblem. In: Simpliciana X (1998), S. 301–325.
- Heiner Boehncke, Hans Sarkowicz: Grimmelshausen. Lesen und Schreiben. Vom Musketier zum Weltautor. Biografie. Eichborn (Die Andere Bibliothek), Frankfurt a. M. 2011, ISBN 978-3-8218-6127-2.
- Dieter Breuer: Grimmelshausen-Handbuch. Fink, München 1999, ISBN 978-3-8252-8182-3.
- Misia Sophia Doms: „Alkühmisten“ und „Decoctores“. Grimmelshausen und die Medizin seiner Zeit. Lang, Bern u. a. 2006, ISBN 3-03910-949-9.
- Gerhard Dünnhaupt: Hans Jacob Christoph von Grimmelshausen. In: Personalbibliographien zu den Drucken des Barock. Bd. 3. Hiersemann, Stuttgart 1991, ISBN 3-7772-9105-6, S. 1825–1851.
- Peter Heßelmann (Hrsg.): Grimmelshausen und Simplicissimus in Westfalen. Lang, Bern u. a. 2006, ISBN 3-03910-991-X
- Lars Kaminski: Vita Simplicii. Einsiedlerleben und Antoniusverehrung bei Grimmelshausen. Peter Lang, Frankfurt am Main [u. a.] 2010, ISBN 978-3-631-60861-6.
- Ingo Kober: Geschlechterbeziehungen im Simplicianischen Zyklus. Eine gender-orientierte Untersuchung. GRIN Verlag, München 2017, ISBN 978-3-668-51892-6.
- Karl Friedrich Gustav Könnecke: Quellen und Forschungen zur Lebensgeschichte Grimmelshausens. Zwei Bände; Gesellschaft der Bibliophilen, Weimar 1926.
- Volker Meid: Grimmelshausen. Leben, Werk, Wirkung. Reclam, Stuttgart 2011, ISBN 978-3-15-017682-5.

### Довідкові видання
- Adelbert von Keller. Grimmelshausen, Johann Jacob Christof von // Allgemeine Deutsche Biographie. Leipzig, 1879, Band 9, S. 696–699.
- Günther Weydt. Grimmelshausen, Hans Jakob Christoph von. // Neue Deutsche Biographie. Berlin, 1966, Band 7, S. 89–92 (Digitalisat).